# Cocotropus richeri
Cocotropus richeri är en fiskart som beskrevs av Hans W. Fricke 2004. Cocotropus richeri ingår i släktet Cocotropus och familjen Aploactinidae. Inga underarter finns listade i Catalogue of Life.